# Conrad Gozzo
Conrad J. Gozzo (1922-1964) era um músico e jogador Americano. Gozzo era um membro da NBC Hollywood, orquestra da equipe de basquete, na qual entrou na altura de sua morte em outubro de 1964. Sua morte foi ocasionada devido ao abuso do álcool.